# ポーの村
「ポーの村」（ポーのむら）は、吸血鬼一族の物語を描いた萩尾望都のファンタジー漫画作品『ポーの一族』シリーズのうち、『別冊少女コミック』1972年7月号に掲載された短編作品、およびそこに登場する架空の村の名称である。
『ポーの一族』シリーズの第2作にあたり、同シリーズの長編化を決定付けた作品でもある。
前作「すきとおった銀の髪」では分からなかったエドガーとメリーベルの正体が、この作品で初めてバンパネラ（吸血鬼）であることが明らかになる。また、「ポーの一族」という名称も本作で初めて登場する。

## あらすじ
1865年、グレンスミス・ロングバード男爵は、友人のラトランド伯からサン・ダウン城に招かれ狩りをしていた最中に村に迷い込み、シカと間違って少女を撃ってしまう。そして、その少女メリーベルの兄エドガーに「メリーベルが死んだらあなたを殺す」と脅され、村の館に滞留を余儀なくされる。
翌朝、幸いメリーベルは命を取り留めたばかりか、弾丸の傷がほとんど治りかけていたことにグレンスミスは驚く。しかし、嵐のため館でもう一夜を過ごしたところ、血の足りないメリーベルのためにエドガーに血を吸われてしまい、グレンスミスは村人たちが吸血鬼「バンパネラ」であることを知る。
その翌朝、グレンスミスは城に帰り着くが、誰に聞いても村のことは知らず、城の周辺を探し回ったが村を見つけることができなかった。グレンスミスのその首筋には、血を吸われた薄い痣（あざ）が残っていたが、それもしばらくして消えてしまい、また誰に話しても信じてもらえないであろうことから、その夢のようなできごとを日記に書き残す。

## 村の概要
ポーの村は、『ポーの一族』に登場する吸血鬼「バンパネラ」が住む隠れ里で、霧に包まれていることと村の出入り口が秘密にされているため、普段は人間が入ってこられないようになっている。
バラを作って生活する風習が何百年も続いており、一面にバラの花が咲き誇っている以外、他には農作物や家畜などは存在しない。また、村人の食事はバラのスープのみである。
「春の夢」と「ユニコーン」ではより詳細に語られている。それによると、クロエが一族に加わった（9世紀頃）後に老ハンナ・ポーがクロエたちブリトン人の仲間と作った村で、隠された出入口はレイラインの交差点にあり、1年中バラが咲き誇る。村人はバラの世話をする以外はほとんど眠っている。村では常に若い人間を1人「飼って」おり、その人間の血を順に吸って「新しい血」を取り入れるが、その人間は約1年で死んでしまうため、年に一度どこかから（その人間には真実を告げず）連れてくるようである。大老ポーの直系の血を受けたバリー・ツイストの兄フォンティーンが村の畑の下の地下深くで、美しい姿のままバラの根茎に絡みつかれて眠りについており、村に1年中バラが咲き誇っているのは、フォンティーンの力によるものである。

## 村の所在地
ポーの村は、ラトランド伯の所領地内のサン・ダウン城から徒歩で2時間程の場所に位置する。また、『ポーの一族』中の別の短編作品「ピカデリー7時」の中で、村の入り口はラトランド地方にあるとされている。